# WTFPL
WTFPL（Do What The Fuck You Want To Public License）とは、パブリックドメインへの供与と同等条件のライセンスである。

## 概要
英語としても非常に下品な名称のライセンスで、あえて語感を尊重して翻訳するとすれば『どうとでも勝手にしやがれクソッタレ・公衆利用許諾(契約)書』といったところである。
オリジナルのバージョン1.0は2000年3月にBanlu Kemiyatornにより作成され、Window Makerのアートワークに採用されている。2004年にフランスのプログラマで、後にDebianプロジェクトリーダーにも就任したサム・オセヴァールはバージョン2.0を作成した。このライセンスは、ソフトウェアの再頒布と改変を任意のライセンスの条項で許諾する。ソフトウェアを受け取り本ライセンスに従うライセンシーには、「どうぞお好きなようにしやがれ」ということを促す。ほとんど悪ふざけのような名前の許諾書だが、ライセンスはフリーソフトウェア財団によりGPLと互換性のある自由ソフトウェアライセンスとして承認されている。

## 条文
ライセンス全文は以下の通りであり、簡明である。

### バージョン2
```
            DO WHAT THE FUCK YOU WANT TO PUBLIC LICENSE
                    Version 2, December 2004
  
 Copyright (C) 2004 Sam Hocevar <sam@hocevar.net>
 
 Everyone is permitted to copy and distribute verbatim or modified
 copies of this license document, and changing it is allowed as long
 as the name is changed.
  
            DO WHAT THE FUCK YOU WANT TO PUBLIC LICENSE
   TERMS AND CONDITIONS FOR COPYING, DISTRIBUTION AND MODIFICATION
  
  0. You just DO WHAT THE FUCK YOU WANT TO.

```

### バージョン1
```
do What The Fuck you want to Public License

Version 1.0, March 2000
Copyright (C) 2000 Banlu Kemiyatorn (]d).
136 Nives 7 Jangwattana 14 Laksi Bangkok
Everyone is permitted to copy and distribute verbatim copies
of this license document, but changing it is not allowed.

Ok, the purpose of this license is simple
and you just

DO WHAT THE FUCK YOU WANT TO.

```

## 採用事例
WTFPLの採用例は、名前だけ見る限りでは稀だが、幾つかのソフトウェアは実際にリリースされている。加えてアートワークやその他作成されたデータにもこのライセンスを採用しているものがある。自由ソフトウェアのインデックスサイト、Freshmeatにおいて、2011年3月時点で、WTFPLソフトウェアとアートワーク特有のカテゴリに含まれるものは20エントリある。このうち2つは、サム・オセヴァール、すなわちライセンスバージョン2.0を作成した本人が著作者である物が含まれる。OpenStreetMapプロジェクトのオンライン編集エディタPotlatchはWTFPLの条項のもとリリースされている。
その他、CSSフレームワークである Kraken が本ライセンスを採用していた。
ソフトウェア作者が彼らのソフトウェアをパブリックドメインに置きたいと考えても、多くの国、例えばヨーロッパの全ての国は著作物を直接パブリックドメインに置くことを法的に認めていない。日本においても容易ではないとされる。このような場合には、WTFPLは役に立つ。WTFPLはパブリックドメインと実質的にほぼ同等の権利を与えている。WTFPLのもとリリースすることは、それ故、パブリックドメインに著作物をリリースする権利がない国でさえも、パブリックドメインでのリリースと同じ自由を与えることになる。

## 類似ライセンス
NYSL、Unlicense、CC0は、パブリックドメインと同等条件としてライセンスを付与するライセンス、ツールである。いずれも、WTFPLと同じく作者が著作物にライセンスとして課して、その作品の利用をパブリックドメイン作品と同等に扱うことを認めている。
CrimethInc. N©! licenseは、「国家・政府・企業などの共同体」を除き、パブリックドメインと同等条件としてライセンスを付与するライセンスである。アナキスト集団CrimethInc.によりリリースされ、反国家主義かつ反コーポラティズム的性格を持つ「コピーレフト・アナキスト・ライセンス」（copyleft anarchist license）であると呼称される。